# Anthicus soledad
Anthicus soledad es una especie de coleóptero de la familia Anthicidae.

## Distribución geográfica
Habita en Cuba.